# Attenta
Attenta è un singolo del gruppo musicale italiano Negramaro, il secondo estratto dal loro sesto album in studio La rivoluzione sta arrivando, pubblicato il 7 agosto 2015.

## La canzone
Il brano è una ballata il cui testo orbita intorno alla concezione di bacio come l'inizio di una strada senza ritorno per due innamorati. La sua pubblicazione è stata anticipata da un video di un minuto in cui è possibile sentire le prime parti strumentali della canzone e dal suo testo, condiviso dai Negramaro sulla loro pagina Facebook.

## Video musicale
Il video ufficiale del brano, diretto da Piero Messina e prodotto dalla Indigo Film, è stato mostrato parzialmente in anteprima da Vincenzo Mollica durante il TG1 delle 20:00 nello stesso giorno della pubblicazione del singolo. Il giorno dopo il video viene pubblicato su YouTube.

## Tracce
Testi e musiche di Giuliano Sangiorgi.
1. Attenta – 4:40

## Formazione
- Giuliano Sangiorgi – voce, chitarra elettrica, chitarra acustica
- Emanuele Spedicato – chitarra elettrica, chitarra acustica
- Ermanno Carlà – basso
- Danilo Tasco – batteria, percussioni
- Andrea Mariano – pianoforte elettrico, tastiera, sintetizzatore
- Andrea De Rocco – campionatore

## Classifiche
| Classifica (2015) | Posizione massima |
| ----------------- | ----------------- |
| Italia            | 25                |
| Italia (airplay)  | 1                 |